# Trichoderma parceramosum
Trichoderma parceramosum är en svampart som beskrevs av Bissett 1992. Trichoderma parceramosum ingår i släktet Trichoderma och familjen Hypocreaceae.   Inga underarter finns listade i Catalogue of Life.